# Kabbeleje
Kabbeleje (Caltha) er en lille slægt med nogle få arter. Her nævnes kun de to, som er dyrket og vildtvoksende i Danmark.
| Arter |

- Engkabbeleje (Caltha palustris)
- Hvid kabbeleje (Caltha alba)